# Wojskowa Rada Sanitarna
Wojskowa Rada Sanitarna (WRS) - organ pomocniczy Ministra Spraw Wojskowych w latach 1919-1921, a następnie organ doradczy szefa Departamentu Sanitarnego (Zdrowia) Ministerstwa Spraw Wojskowych.
Wojskowa Rada Sanitarna rozpoczęła działalność 1 kwietnia 1919 w Zamku Ujazdowskim w Warszawie, w miejsce zlikwidowanej Sekcji Naukowej Departamentu Sanitarnego Ministerstwa Spraw Wojskowych. Prezesem rady mianowany został płk prof. dr Zdzisław Dmochowski, a obowiązki wiceprezesa powierzono płk. dr. Stefanowi Rudzkiemu.
Jako organ pomocniczy Ministra Spraw Wojskowych w sprawach służby zdrowia rada wypełniała zadania o charakterze naukowo-badawczym, doradczym, opiniodawczym, projektodawczym i analitycznym. Do obowiązków rady należało między innymi: prowadzenie prac badawczych nad zastosowaniem nowych metod leczenia i środków medycznych, opracowywanie i wydawanie regulaminów, analizowanie doświadczeń armii obcych, a przede wszystkim kształcenie lekarzy wojskowych. Dla realizacji ostatniego z wymienionych zadań wiosną 1921 przy WRS powołane zostało Dowództwo Kursu Wyszkolenia dla lekarzy wojskowych. 
W strukturę rady włączone zostały oddziały naukowe Głównego Szpitala Wojskowego na Ujazdowie: anatomii patologicznej i medycyny sądowej, antropologiczny, bakteriologiczny, chemiczny, farmakologiczny, higieny i statystyki, radiologiczny i rentgenologiczny oraz oddziały kliniczne: chirurgiczny, medycyny wewnętrznej, skórno-weneryczny, chorób uszu i gardła, nerwowy i psychiczny, chorób oczu i zakaźny. Ponadto w skład rady wchodziła kancelaria, redakcja "Lekarza Wojskowego", biblioteka, komisja gospodarcza i tabor.
27 sierpnia 1921, w związku z wprowadzeniem pokojowej organizacji służby zdrowia, Wojskowa Rada Sanitarna przemianowana została na Wojskowy Instytut Sanitarny.
1 kwietnia 1930 zorganizowane zostało Centrum Wyszkolenia Sanitarnego. Przy centrum powołana została Wojskowa Rada Sanitarna jako organ doradczy, opiniodawczy i naukowy szefa Departamentu Sanitarnego (Zdrowia) Ministerstwa Spraw Wojskowych. W skład rady wchodzili:
1. komendant CWSan. - przewodniczący,
2. komendant Szpitala Szkolnego CWSan. - zastępca przewodniczącego,
3. dyrektor nauk CWSan. - sekretarz,
4. zastępca szefa Departamentu Sanitarnego (Zdrowia) M.S.Wojsk. - członek zwyczajny,
5. szef sanitarny Okręgu Korpusu Nr I - członek zwyczajny,
6. komendant Szkoły Podchorążych Sanitarnych - członek zwyczajny,
7. kierownicy naukowi oddziałów Szpitala Szkolnego CWSan. - członkowi zwyczajni,
8. kierownik Wojskowego Zakładu Zaopatrzenia Sanitarnego - członek zwyczajny,
9. kierownik Centrum Badań Lotniczo-Lekarskich - członek zwyczajny.

Ponadto w skład rady mogli być powołani:
1. przedstawiciel dyrektora Departamentu Służby Zdrowia Ministerstwa Spraw Wewnętrznych,
2. dyrektor Państwowego Zakładu Higieny lub jego przedstawiciel,
3. kierownik Państwowej Szkoły Higieny,
4. przedstawiciele wydziałów lekarskich uniwersytetów,
5. kierownik Wojskowego Instytutu Przeciwgazowego,
6. dyrektor Centralnego Instytutu Wychowania Fizycznego,
7. przedstawiciele Państwowego Urzędu Wychowania Fizycznego i inne osoby, na wniosek rady.

## Członkowie rady
- ppłk lek. dr Marian Eiger
- ppłk lek. Jan Kamiński[2]